# Pabstiella
Pabstiella là một chi thực vật có hoa trong họ Lan.